# 文素利
文素利（韓語：문소리，1974年7月2日—），韓國女演員。曾於節目中提及名字的由來是文氏和李氏生了一個很小的寶寶，而起名「文小李」。 後來在訪問中，補充爸爸在戶籍申告時漢字為「素利」。 文素利是忠武路國民演員，曾榮獲威尼斯影展「最佳新演員」，亦是青龍電影獎以及大鐘獎「最佳女主角」得主。因為她敢於挑戰非主流角色，而有著「電影先鋒」之稱。

## 演藝歷程

#### 出道經過
文素利畢業於成均館大學教育系。大學時期曾是話劇團成員，並於“漢江劇團”參與過演出。1999年通過2000比1的競爭率，獲選為電影女主角。同時，原本已獲首爾藝術大學戲劇系取錄的文素利，最終選擇放棄入學。在李滄東執導的電影《薄荷糖》正式出道。

#### 國際認可
2002年，她憑藉在電影《綠洲》中扮演的一名重度腦麻痹患者，而獲得第59屆威尼斯影展馬切洛·馬斯楚安尼獎。成為繼姜受延後，第二位在威尼斯電影節上獲得獎項的韓國演員。這部電影也是她第二部跟李滄東導演合作的作品，同時亦為她橫掃了多個韓國電影頒獎禮上的「最佳新人」以及「最佳女主角」。
其後憑藉林常樹的電影《風流家族》，以及洪尚秀的電影《自由之丘》再次受邀出席威尼斯影展。 這兩部電影更分別入圍了第60屆威尼斯影展的主競賽單元，以及第71屆威尼斯影展的地平線單元。2016年，文素利出任第73屆威尼斯影展評審委員，為韓國演員第一人；使她第四度踏上威尼斯電影節紅毯。「威尼斯女神」這個稱號亦因此而誕生。
初出道時，文素利曾一度被質疑是叨李滄東導演的光而大獲成功；因此名為「怪物新人」的她並非一帆風順。直至主演了以女性為中心的電影《風流家族》才真正奠定了其實力的里程碑。但因為她選角時總是毫不保留，而給予觀眾大膽及强勢的形象。
出道至今，演技備受肯定，並多次於海外的獨立電影節上獲得獎項。不論角色大小，都一樣全力做到最好。由初出道的「國民初戀」尹順林、重度腦麻痹患者韓恭洙，再到勾引年輕少年的出軌人妻殷好貞；文素利都展露出自己敢於挑戰的精神，亦表現出作為演員無窮的可塑性。是一位少數擅長運用全身演戲的女演員。

#### 演而優則導
2011年誕下女兒後，文素利於韓國中央大學修讀電影制作碩士課程，並拍攝了三條實驗短片分別是：《女演員》、《女演員今天也》，以及《最佳導演》；亦即是她後來執導的電影《女演員今天也》。她曾於建國大學及檀國大學擔任教授，教導學生演戲。雖然如此，她曾解釋道自己非演藝出身，沒有資格教導演技。
2017年，文素利自編自導自演的電影《女演員今天也》於韓國上映。在電影中，她以獨有的幽默感自嘲自己18年來的演藝生涯。由最初紅極一時、年華老去，再到風光不再；由演員到導演的世界，及至對「什麼是藝術」進行了提問。即使本片為實驗性質，亦令她入圍了各大頒獎禮上的「最佳新導演」。2021年，她更擔任電影《三姐妹》的制片人，並勇奪第42屆青龍電影獎「最佳女主角」。

#### 忠武路藝術家
近年文素利不僅參與電影演出，同時亦出演了不少令人印象深刻的電影劇。當中包括在《藍色海洋的傳說》中搞笑的大媽安珍珠、《Life》中處事果斷的醫院院長吳世華、《直到瘋狂》中的人事部組長唐梓瑛，以及與金喜愛共同出演的《女王製造者》中的人權律師吳景淑；即使是截然不同的角色都能夠演繹得渙然一新。
不論是電影、電視劇，又或是舞台劇，都總能夠找到文素利的身影；因而被國民們譽為是「忠武路藝術家」。本是劇場出身的她，依然有參與舞台劇。2016年的《光之帝國》就曾在首爾及法國巡迴表演。除此之外，她更學習過盤索里、伽倻琴，以及小提琴。

## 評價
- 李滄東：「遇見這位演員是我的幸運，她對電影的奉獻超出我的想像。」[16]
- 朴贊郁：「文素利的演技好得讓人落淚，看的時候總是那麼美麗。」[17]
- 林順禮：「文素利不需要演，她就是角色本身。」[18]

## 個人生活
2003年与電影導演張俊煥透過拍摄歌手郑在日的歌曲音乐录影带《泪之花》结识，2006年两人宣布于12月24日结婚，2011年誕下一女。

## 影視作品

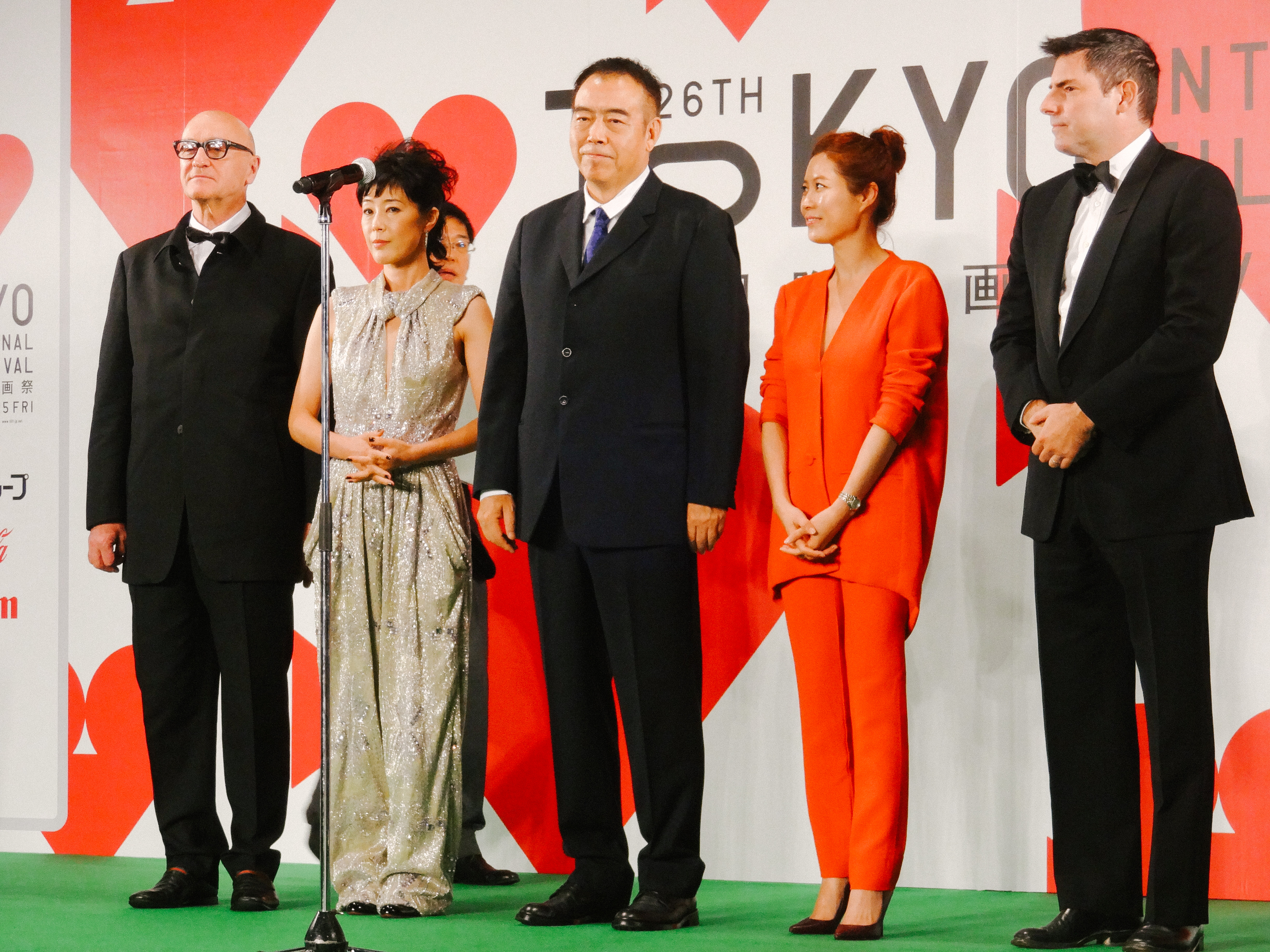
文素利於第26屆東京國際電影節擔任競賽單元評委 (右二)

### 電影
| 年份 | 片名                           | 角色           | 備註                 |
| 1999 | 《薄荷糖》                     | 尹順林         |                      |
| 2000 | 《Black Cut》                  | 美淑           | 短片                 |
| 2001 | 《外星的19號計畫》             | 處女鬼         | 短片                 |
| 2001 | 《去春山》                     | 靜宇           | 短片                 |
| 2002 | 《綠洲曳影》                   | 韓恭洙         |                      |
| 2003 | 《風流家族》                   | 殷好貞         |                      |
| 2004 | 《總統的理髮師》               | 金旻子         |                      |
| 2005 | 《我愛你，馬順》               | 金馬順         |                      |
| 2006 | 《女教授的秘密生活》           | 趙恩淑         |                      |
| 2006 | 《》                           | 美拉           |                      |
| 2008 | 《我們人生中最棒的瞬間》       | 韓美淑         |                      |
| 2008 | 《蘋果》                       | 賢靜           |                      |
| 2009 | 《懂得又如何》                 | 慶南的女友     | 聲音出演             |
| 2009 | 《飛吧，企鵝》                 | 宋熙靜         |                      |
| 2009 | 《我的心沒被擊碎》             |                | 旁白                 |
| 2009 | 《The End》                    |                | 短片                 |
| 2010 | 《小小蓮池》                   | 難民           |                      |
| 2010 | 《愛情，說來可笑》             | 王聖玉         |                      |
| 2010 | 《下女》                       | 醫生           | 特別出演             |
| 2011 | 《雞媽鴨仔》                   | 芽芽           | 動畫配音             |
| 2012 | 《愛，在他鄉》                 | 琴熙           |                      |
| 2013 | 《憤怒的倫理學》               | 金善華         |                      |
| 2013 | 《間諜》                       | 安英熙         |                      |
| 2013 | 《Venice 70: Future Reloaded》 | 文素利         | 威尼斯影展70週年企劃 |
| 2014 | 《慾望首爾》                   | 趙美妍         |                      |
| 2014 | 《萬神》                       | 金錦花         |                      |
| 2014 | 《自由之丘》                   | 金英善         |                      |
| 2014 | 《檔案館的幽靈們》                 |                | 短片                 |
| 2015 | 《膠片時代愛情》               | 醫院清潔工     |                      |
| 2015 | 《同行》                       |                | 短片                 |
| 2016 | 《下女的誘惑》                 | 姨母           | 特別出演             |
| 2016 | 《模糊的時間》                 | 閔慶熙         | 特別出演             |
| 2017 | 《特別市民》                   | 鄭彩雅         |                      |
| 2017 | 《女演員今天也》               | 文素利         | 兼任導演、編劇       |
| 2017 | 《1987：黎明到來的那一天》     | 巴士上的吶喊者 | 聲音出演             |
| 2017 | 《爸爸的劍》                   | 下班的夫人     | 短片                 |
| 2018 | 《小森林》                     | 宋惠媛的母親   |                      |
| 2018 | 《群山：咏鵝》                 | 松賢           |                      |
| 2019 | 《菜鳥陪審團》                 | 金俊謙         |                      |
| 2019 | 《一條鯰魚救地球》             | 李京珍         |                      |
| 2021 | 《我們三姊妹》                 | 田美妍         | 兼任製片人           |
| 2022 | 《想见你父母》                 | 安愛淑         |                      |
| 2022 | 《極速首爾》                   | 姜仁淑         |                      |
| 2023 | 《按讚、 訂閱、 開啟小鈴鐺》   | 文素利         | 特別出演             |

### 劇集
| 年份 | 播出平台 | 劇名                              | 角色           | 備註     |
| 2007 | MBC      | 《太王四神記》                    | 嘉真／徐琦荷   |          |
| 2008 | MBC      | 《我人生的黃金期》                | 李黃           |          |
| 2013 | MBC      | 《Drama Festival—天空嶺殺人事件》 | 靜芬           | 獨幕劇   |
| 2016 | SBS      | 《藍色海洋的傳說》                | 安珍珠／四月   |          |
| 2018 | JTBC     | 《Life》                          | 吳世華         |          |
| 2020 | MBC      | 《SF8—人間證明》                  | 賈慧羅         |          |
| 2020 | Netflix  | 《非常校護檔案》                  | 華秀           | 特別出演 |
| 2021 | MBC      | 《直到瘋狂》                      | 唐梓瑛         |          |
| 2023 | Netflix  | 《女王制造者》                    | 吳景淑         |          |
| 2023 | Disney+  | 《较量人生》                      | 具伊貞         |          |
| 2024 | tvN      | 《正年》                          | 徐用藝／蔡公宣 | 特別出演 |
| 2024 | Netflix  | 《地獄公使2》                     | 李秀卿         |          |
| 2025 | Netflix  | 《苦盡柑來遇見你》                | 吳愛純（中年） |          |
| 2025 | SBS      | 《我們的電影》                    | 李多音的母親   | 特別出演 |
| 2025 | MBC      | 《勞務士盧武鎮》                  | 文靜恩         | 特別出演 |

### 舞台劇
| 年份 | 劇目             | 角色             | 備註             |
| 1996 | 《教室Idea》     |                  |                  |
| 2006 | 《悲傷戲劇》     | 淑子             |                  |
| 2006 | 《那裡》         | 金正             |                  |
| 2010 | 《礦工畫家》     | Helen Sutherland | 2022-23年重演    |
| 2016 | 《光之帝國》     | 張瑪莉           | 於首爾及法國巡演 |
| 2018 | 《NASSIM》       |                  |                  |
| 2019 | 《Love's End》   | 女人             |                  |
| 2024 | 《Sound Inside》 | Bella            |                  |

## 主持作品

### 綜藝節目
| 年份 | 播放平台  | 節目名稱                        | 備註 |
| 2003 | EBS1      | 《天堂電影院》                  |      |
| 2014 | SBS       | 《Magic Eye》                   |      |
| 2017 | JTBC      | 《全體均可觀看》                |      |
| 2019 | MBC       | 《丫頭們》                      |      |
| 2019 | KBS2      | 《我的愛阿里郎》                |      |
| 2022 | TVING     | 《全體均可觀看+：Short Buster》 |      |
| 2022 | Discovery | 《潛迹》                        |      |

### 大型活動
| 年份 | 活動名稱                     | 備註   |
| 2003 | 第4屆全州國際電影節開幕式    | [ 46 ] |
| 2007 | 第12屆釜山國際電影節開幕式   | [ 47 ] |
| 2014 | 第19屆釜山國際電影節開幕式   | [ 48 ] |
| 2019 | 第20屆年度女性電影人獎頒獎禮 | [ 49 ] |
| 2020 | 第21屆年度女性電影人獎頒獎禮 | [ 49 ] |
| 2021 | 第22屆年度女性電影人獎頒獎禮 | [ 49 ] |
| 2022 | 第23屆年度女性電影人獎頒獎禮 | [ 49 ] |
| 2023 | 第24屆年度女性電影人獎頒獎禮 | [ 49 ] |
| 2024 | 第25屆年度女性電影人獎頒獎禮 | [ 49 ] |

## 宣傳大使
| 年份 | 項目                               | 備註   |
| 2002 | 文化改革市民聯盟宣傳大使           | [ 50 ] |
| 2005 | 第42屆大鐘獎宣傳大使               | [ 51 ] |
| 2007 | 韓國手球協會宣傳大使               | [ 52 ] |
| 2018 | 公共醫療節宣傳大使                 | [ 53 ] |
| 2018 | 第37屆MODAFE國際現代舞蹈節宣傳大使 | [ 54 ] |
| 2019 | 教育部掃盲教育宣傳大使             | [ 55 ] |

## 電影節評委
| 年份 | 項目                     | 備註 |
| 2003 | 第7屆富川國際奇幻影展    |      |
| 2004 | 第5屆東京 Filmex 電影節  |      |
| 2006 | 第11屆釜山國際電影節     |      |
| 2007 | 第31屆開羅國際影展       |      |
| 2008 | 第5屆首爾環境電影節      |      |
| 2009 | 第9屆馬拉喀什國際影展    |      |
| 2013 | 第26屆東京國際電影節     |      |
| 2015 | 第16屆全州國際電影節     |      |
| 2015 | 第68屆洛迦諾國際電影節   |      |
| 2015 | 第20屆釜山國際電影節     |      |
| 2016 | 第73屆威尼斯影展         |      |
| 2019 | 第45屆首爾獨立電影節決賽 |      |
| 2023 | 第1屆越南峴港亞洲電影節  |      |

## 獎項紀錄
| 年度 | 頒獎典禮                           | 獎項                                  | 作品                     | 結果 |
| 2002 | 第59屆威尼斯影展                   | 馬切洛·馬斯楚安尼獎                   | 《綠洲曳影》             | 獲獎 |
| 2002 | 第23屆青龍電影獎                   | 最佳女新人                            | 《綠洲曳影》             | 獲獎 |
| 2002 | 第10屆春史電影獎                   | 最佳女主角                            | 《綠洲曳影》             | 獲獎 |
| 2002 | 第22屆韓國電影評論家協會獎         | 最佳女主角                            | 《綠洲曳影》             | 獲獎 |
| 2002 | 第1屆大韓民國電影大獎              | 最佳女主角                            | 《綠洲曳影》             | 獲獎 |
| 2002 | 第1屆大韓民國電影大獎              | 最佳女子新人                          | 《綠洲曳影》             | 獲獎 |
| 2002 | 第5屆Director's Cut Awards         | 年度女子新人演技獎                    | 《綠洲曳影》             | 獲獎 |
| 2002 | 第3屆年度女性電影人獎              | 最佳女演員                            | 《綠洲曳影》             | 獲獎 |
| 2002 | 第8屆Cine21電影獎                  | 年度最佳女演員                        | 《綠洲曳影》             | 獲獎 |
| 2002 | 文化體育觀光部                     | 玉冠文化勋章                          | 《綠洲曳影》             | 獲獎 |
| 2003 | 第29屆西雅圖國際電影節             | 最佳女演員                            | 《綠洲曳影》             | 獲獎 |
| 2003 | 第39屆百想藝術大獎                 | 電影部門 女子最優秀演技賞             | 《綠洲曳影》             | 提名 |
| 2003 | 第39屆百想藝術大獎                 | 電影部門 女子人氣賞                   | 《綠洲曳影》             | 提名 |
| 2003 | 第60屆威尼斯影展                   | 最佳女演員                            | 《風流家族》             | 提名 |
| 2003 | 第13屆斯德哥爾摩電影節             | 最佳女演員                            | 《風流家族》             | 獲獎 |
| 2003 | 第4屆釜山電影評論家協會獎          | 最佳女演員                            | 《風流家族》             | 獲獎 |
| 2003 | 第24屆青龍電影獎                   | 最佳女主角                            | 《風流家族》             | 提名 |
| 2003 | 第11屆春史電影獎                   | 最佳女主角                            | 《風流家族》             | 獲獎 |
| 2003 | 第2屆大韓民國電影大獎              | 最佳女主角                            | 《風流家族》             | 獲獎 |
| 2003 | 第4屆年度女性電影人獎              | 最佳女演員                            | 《風流家族》             | 獲獎 |
| 2003 | 第6屆Director's Cut Awards         | 年度最佳女演員                        | 《風流家族》             | 獲獎 |
| 2003 | 第9屆Cine21電影獎                  | 年度最佳女演員                        | 《風流家族》             | 獲獎 |
| 2004 | 第41屆大鐘獎                       | 最佳女主角                            | 《風流家族》             | 獲獎 |
| 2004 | 第1屆Max Movie最佳電影獎           | 最佳女主角                            | 《風流家族》             | 獲獎 |
| 2004 | 第1屆韓國大學生電影節              | 最佳女主角                            | 《風流家族》             | 獲獎 |
| 2006 | 第47屆塞薩洛尼基國際影展           | 最佳女主角                            | 《家族的誕生》           | 獲獎 |
| 2008 | 第35屆MBC演技大賞                  | 女子優秀演技獎                        | 《我人生的黃金期》       | 獲獎 |
| 2008 | 第29屆青龍電影獎                   | 最佳女主角                            | 《我們人生中最棒的瞬間》 | 提名 |
| 2008 | 第16屆春史電影獎                   | 最佳女主角                            | 《我們人生中最棒的瞬間》 | 提名 |
| 2010 | 第19屆釜日電影獎                   | 最佳女主角                            | 《愛情，說來可笑》       | 獲獎 |
| 2010 | 第8屆大韓民國電影大獎              | 最佳女主角                            | 《愛情，說來可笑》       | 提名 |
| 2012 | 第21屆釜日電影獎                   | 最佳女配角                            | 《愛，在他鄉》           | 提名 |
| 2015 | 第2屆野花電影獎                    | 最佳女主角                            | 《自由之丘》             | 提名 |
| 2016 | 第73屆威尼斯影展                   | Starlight Cinema Award （星光影人獎） | 不適用                   | 獲獎 |
| 2017 | 第11屆亞洲電影大獎                 | 最佳女配角                            | 《下女的誘惑》           | 獲獎 |
| 2017 | 第54屆大鐘獎                       | 最佳女配角                            | 《特別市民》             | 提名 |
| 2017 | 第1屆The Seoul Awards              | 電影部門 最佳女主角                   | 《女演員今天也》         | 提名 |
| 2017 | 第38屆青龍電影獎                   | 最佳女主角                            | 《女演員今天也》         | 提名 |
| 2017 | 第38屆青龍電影獎                   | 最佳新導演                            | 《女演員今天也》         | 提名 |
| 2017 | 第5屆Marie Claire Asia Star Awards | 特別賞                                | 《女演員今天也》         | 獲獎 |
| 2017 | OBS Hot Icon Awards                | 年度Hot Icon                          | 《女演員今天也》         | 獲獎 |
| 2018 | 第54屆百想藝術大獎                 | 電影部門 最佳新人導演                 | 《女演員今天也》         | 提名 |
| 2018 | 第27屆釜日電影獎                   | 最佳新導演                            | 《女演員今天也》         | 提名 |
| 2018 | 第5屆野花電影獎                    | 最佳導演                              | 《女演員今天也》         | 提名 |
| 2018 | 第26屆韓國大眾文化藝術獎           | 最佳女演員                            | 《女演員今天也》         | 獲獎 |
| 2018 | 第38屆黃金攝影獎                   | 人氣獎                                | 《女演員今天也》         | 獲獎 |
| 2018 | 第38屆夏威夷國際電影節             | 電影事業成就獎                        | 不適用                   | 獲獎 |
| 2018 | 第2屆The Seoul Awards              | 電視部門 最佳女配角                   | 《Life》                 | 獲獎 |
| 2019 | 第24屆春史電影獎                   | 最佳女主角                            | 《群山:咏鵝》            | 提名 |
| 2019 | 第20屆年度女性電影人獎             | 評審委員特別獎                        | 不適用                   | 獲獎 |
| 2021 | 第41屆韓國電影評論家協會獎         | 最佳女主角                            | 《我們三姊妹》           | 獲獎 |
| 2021 | 第42屆青龍電影獎                   | 最佳女主角                            | 《我們三姊妹》           | 獲獎 |
| 2021 | 第57屆百想藝術大獎                 | 電影部門 女子最優秀演技獎             | 《我們三姊妹》           | 提名 |
| 2021 | 第22屆年度女性電影人獎             | 最佳女演員                            | 《我們三姊妹》           | 獲獎 |
| 2021 | 第30屆釜日電影獎                   | 最佳女主角                            | 《我們三姊妹》           | 提名 |
| 2021 | 第26屆春史電影獎                   | 最佳女主角                            | 《我們三姊妹》           | 提名 |
| 2021 | 第27屆Cine21電影獎                 | 年度女演員                            | 《我們三姊妹》           | 獲獎 |
| 2021 | OBS Hot Icon Awards                | 年度Hot Icon                          | 《我們三姊妹》           | 獲獎 |
| 2021 | 第48屆MBC演技大賞                  | 女子最優秀演技獎                      | 《直到瘋狂》             | 提名 |
| 2021 | 第48屆MBC演技大賞                  | 最佳CP獎（與鄭在詠）                  | 《直到瘋狂》             | 提名 |
| 2024 | 第29屆釜山電影節                   | Étoile du Cinéma（電影之星）          | 不適用                   | 獲獎 |

## 外部連結
- 文素利的Instagram帳戶
- 文素利在NAVER上的资料
- 文素利在Daum上的资料
- 文素利在韩国电影数据库（KMDb）上的資料（韓語）
- 文素利在互联网电影资料库（IMDb）上的資料（英文）
- 文素利在HanCinema的頁面（英文）